# Janneke van Mens-Verhulst
Janneke van Mens-Verhulst was van 1995 tot 2006 bijzonder hoogleraar theorie en praktijk van de vrouwengezondheidszorg aan de Universiteit voor Humanistiek. Deze leerstoel is in het leven geroepen door de Henny Verhagen Stichting.
Van Mens-Verhulst heeft zich vooral beziggehouden met psychische gezondheidszorg voor vrouwen in Nederland. Ze participeerde in de Nederlandse Onderzoeksschool Vrouwenstudies en was bestuurslid van de Dutch Foundation for Women and Health Research. Vanaf het begin (2013) maakte ze deel uit van de Alliantie Gender & Gezondheid, een samenwerkingsverband tussen verschillende medische experts, wetenschappers, het bedrijfsleven, kennisinstituten en vertegenwoordigers van de overheid.
Ook nadat zij met emeritaat ging, bleef Van Mens-Verhulst actief, onder meer als lid van de programmacommissie voor Gender en Gezondheid van ZonMw.